# Drosophila onca
Drosophila onca är en tvåvingeart som beskrevs av Theodosius Dobzhansky och Crodowaldo Pavan 1943. Drosophila onca ingår i släktet Drosophila och familjen daggflugor.
Artens utbredningsområde är Brasilien.